# Station Les Ramassiers
Station Les Ramassiers is een spoorwegstation in de Franse gemeente Toulouse.